# معسكر (مدينة)
معسكر أو أم عسكر من أهم المدن بالغرب الجزائري ومن أقدمها في معرفة العمران البشري، تبعد ب 60 كم جنوب شرق وهران على مسار الطيور. وهي حاليا عاصمة ولاية معسكر.حيث تتربع على مساحة قدرها 5132 كم ² وتقطن بها حوالي 108.547 نسمة حسب إحصائيات 2008 .
لعبت مدينة معسكر أدوار هامة في تاريخ الجزائر حيث برزت كإحدى أهم حواضر المغرب الأوسط خاصة في العهد الزياني أين حل بمحيطها العديد من عائلات الأشراف مثل المشارفة إضافة إلى قبائل الحشم القوية التي ساندت بنوزيان في معاركهم وحروبهم وما إن حل العهد العثماني حتى تقلدت زعامة بايلك الغرب بعد مازونة والفضل يعود للباي بوشلاغم الذي وجه قواته لتحرير وهران من يد العدو الإسباني وشهدت هذه الفترة بروز العديد من العلماء مثل أبو راس الناصري وابن سحنون الراشدي وغيرهم إذ كانت لديهم حضوة لدى البايات .
وعند بداية الغزو الفرنسي للجزائر وخاصة مدينة وهران هرعت العديد من قبائل المنطقة الغربية للوطن لمبايعة الأميرعبد القادر والذي إختار بدوره مدينة معسكر عاصمة لدولته

## جغرافيا

### تضاريس
تُظهر التضاريس في 3 كيلومترات المحيطة بمعسكر تباينًا كبيرًا في الارتفاع ، مع اختلاف في الارتفاع يصل إلى 253 مترًا ومتوسط ارتفاع فوق مستوى سطح البحر 593 مترًا. في الـ 16 كيلومترًا ، اختلافات كبيرة جدًا في الارتفاع (799 مترًا). في حدود 80 كيلومترًا ، اختلافات كبيرة في الارتفاع (1361 مترًا).
المنطقة الواقعة على بعد ميلين من معسكر مغطاة بأراضي المحاصيل (48٪) ، ونباتات متفرقة (26٪) ، وأسطح اصطناعية (16٪) ، ضمن مسافة 10 أميال من أراضي المحاصيل (63٪) ونباتات متفرقة (13٪) وضمن 80 كيلومترات عن طريق الأراضي الزراعية (54٪) والنباتات المتناثرة (20٪).

## تاريخ
كانت قرية صغيرة، ونظرا لموقعها الإستراتيجي اتخذها الرومان مقراً لجنودهم وظلت ضمن خطوط الدفاع المعروفة باللميس، وأطلقوا عليها اسم كاسترا نوفا "CASTRA-NOVA" أي «القلعة الجديدة»، وفي القرن 6 الهجري جعلها الموحدون قلعة عسكرية ثم صارت عاصمة الإقليم في عهد الباي مصطفى بوشلاغم، واستمرت مركزا لبايلك الغرب إلى سنة 1791 بعد تحرير وهران والمرسى الكبير من الاحتلال الإسباني.
وبعد استيلاء الفرنسيين على مدينة الجزائر العاصمة سنة 1830 عرفت المدينة مرحلة جديدة في تاريخها بدخول أهلها في المقاومة بقيادة الشيخ محي الدين والد الأمير عبد القادر الجزائري، وبعد مبايعة هذا الأخير دخلها ونزل في دار الحكومة فأصبحت المدينة حاضرة لإمارته. وبقيت هكذا إلى أن استولى عليها كلوزيل في 6 ديسمبر 1835 وأحرقها ثم غادرها فرجع الأمير إليها واستأنف نضاله بها، وبقيت العاصمة السياسية للإمارة حيث يقيم قنصل فرنسا، إلى أن ارتحل الأمير عنها نهائياًً.
كان اسم معسكر دائما مرادفا لحقائق ما قبل التاريخ وتاريخية ذات قيمة. ومهدا من مهود الإنسانية، ففي هذه المنطقة من الجزائر، وعلى بعد 20 كلم من مقر الولاية، بمنطقة تيغنيف بالتحديد، تم العثور على رفاة رجل الأطلس، المعروف باسم (رجل تيغنيفين) أو (رجل باليكو) والذي عرضت جمجمته بمتحف الإنسان بباريس. هذه المنطقة كانت مأهولة من طرف قبائل البربر وأهمها قبيلتي (الزنات والهوارة)، وتسمية بعض المناطق حاليا تثبت أصولهم البربرية بما في ذلك: عين فكان، تيزي، تيغنيف). معسكر كانت تابعة مملكة نوميديا الغربية (ماسايسيل) بقيادة (صيفاكس). وأثناء الفترة الرومانية، العديد من المدن والحصون تم تشييدها منها (كاسترا نوفا) بالمحمدية و (أكوا سيران) ببوحنيفية و (ألاميلاريا) بالبنيان و (تاساكورا) بسيق وسيرا بحسين
```
في القرن السابع، دخل 
الاسلام
 هذه المنطقة، وكانت في طريق الجيوش العربية الإسلامية عبر المغرب 
والأندلس
.
```

الكثير من القبائل استقرت بمعسكر خلال هذه الفترة. تحت الإمرة العثمانية، وقد خلفت معسكر مدينة موزانة كعاصمة البايلك الغربي بعد سيطرة الإسبان على مدينة وهران. في هذه الفترة، العديد من المساجد والزوايا والإقامات الفخمة تم إنشائها. وقد تم احتلالها من طرف الجيش الفرنسي سنة 1841 بعد مقاومة شعبية شرسة تحت إمرة الأمير عبد القادر. وقد لعبت معسكر دورا مهما أثناء الثورة التحريرية. وقد كانت مسرح العديد من المعارك منها معركة المناور واسطمبول ومعركة بوعتروس.

## التعليم
بها عدة مرافق تربوية وثلاثة جامعات بها حوالي 13,000 طالب.

## الاعلام
- إذاعة معسكر
- البث الحي للإذاعة ولاية معسكر

فيها إذاعة جهوية تبث برامجها على موجة FM وتغطي مناطق واسعة من الغرب الجزائري وتشارك بشكل فعال في إعلام المواطنين وتثقيفهم. زيادة على الصحفيين والمراسلين العاملين في دار الصحافة من أهمهم الصحفي القدير مقداد حسين.أريد فقط أن أضيف بأن الإعلام في معسكر أو سع مما ورد في هذه المقالة، كون قطاع الإعلام عرف مصاحبة نشاطات المدينة بعد حوالي 39 عاما من الاحتلال الفرنسي للجزائر، وقد أحصى الإعلامي محمد بن كربعة 23 عنوانا لجرائد كانت تطبع وتصدر في معسكر في الفترة الاستعمارية، وهي الفترة التي خصص لها نفي الإعلامي الجزء الأول من مؤلفه تحت عنوان «تاريخ الصحافة في معسكر» الصادر عن دار المثقف للنشرو التوزيع سنة 2019, وهو الجزء الذي غطى الفترة الممتدة بين 1830و 1962. وهو اليوم بصدد استكمال التحضيرات للإصدار الجزء الثاني من كتابه الذي سيغطي تاريخ الصحافة في معسكر بعد 1962. والأكيد أن الجزء الثاني من هذا الكتاب سيعطى صورة أشمل عن تطور الإعلام في ولاية معسكر وليس في مدينة معسكر وحدها، التي تتمركز بها معظم النشاطات الإعلامية، لتواجد ممثلي مختلف وسائل الإعلام المكتوبة والمسموعة والمرئية والإلكترونية، والذين تجمعهم في الوقت الراهن دار الصحافة«بختي بن عودة» المقابلة لمبنى «إذاعة معسكر». وأرجو أن يسارع الإعلامي محمد بن كربعة إلى إصدار الجزء الثاني من كتابه وأن يقدم ملخصا عنه للويكيبيديا حتى لا يهضم حق الإعلام وجهد الإعلاميين في الولاية.

## المدن التوأمة
- القادر، آيوا، الولايات المتحدة
- تيفاريتي، الصحراء الغربية
- بورصة، تركيا

## معرض الصور

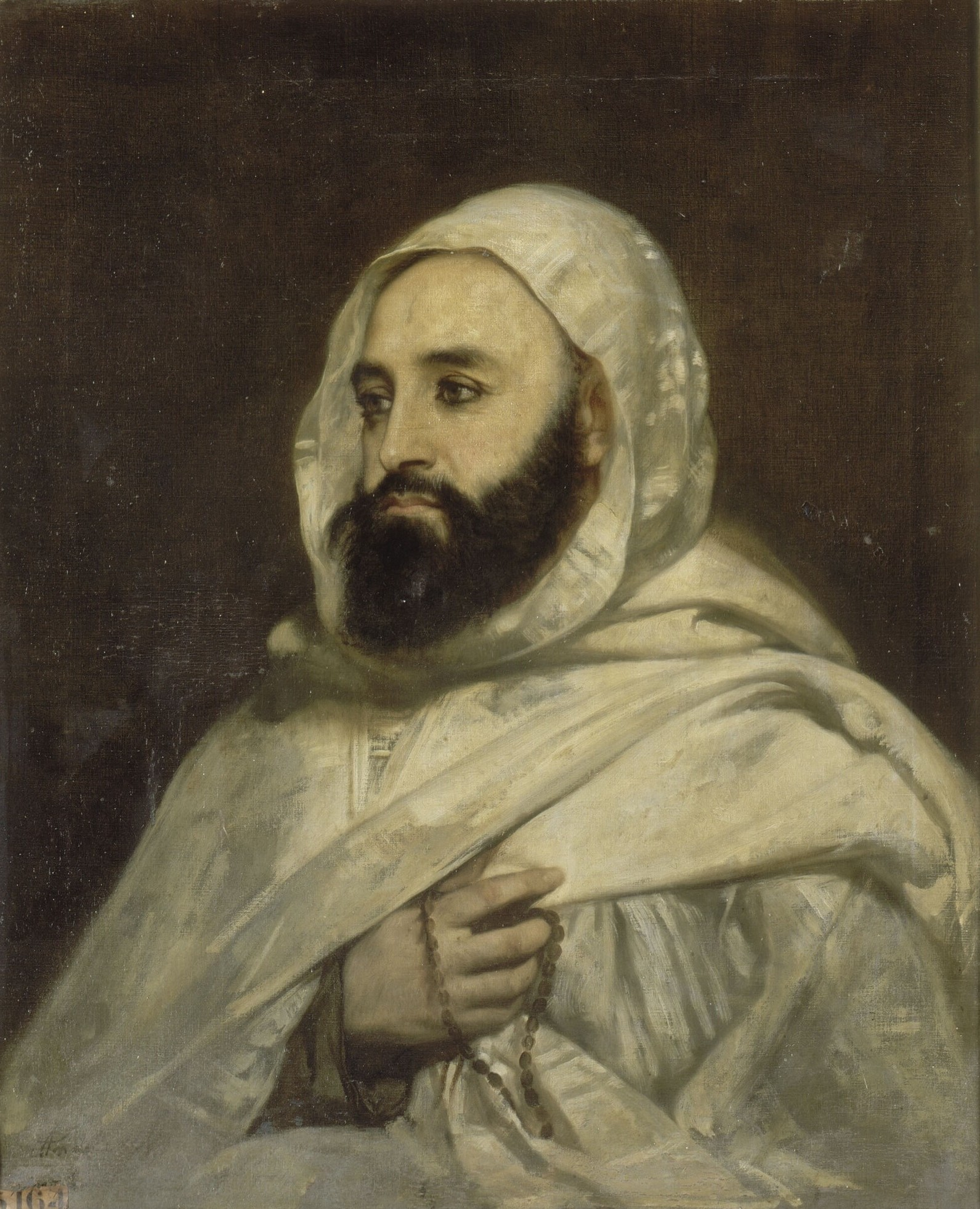
الأمير عبد القادر
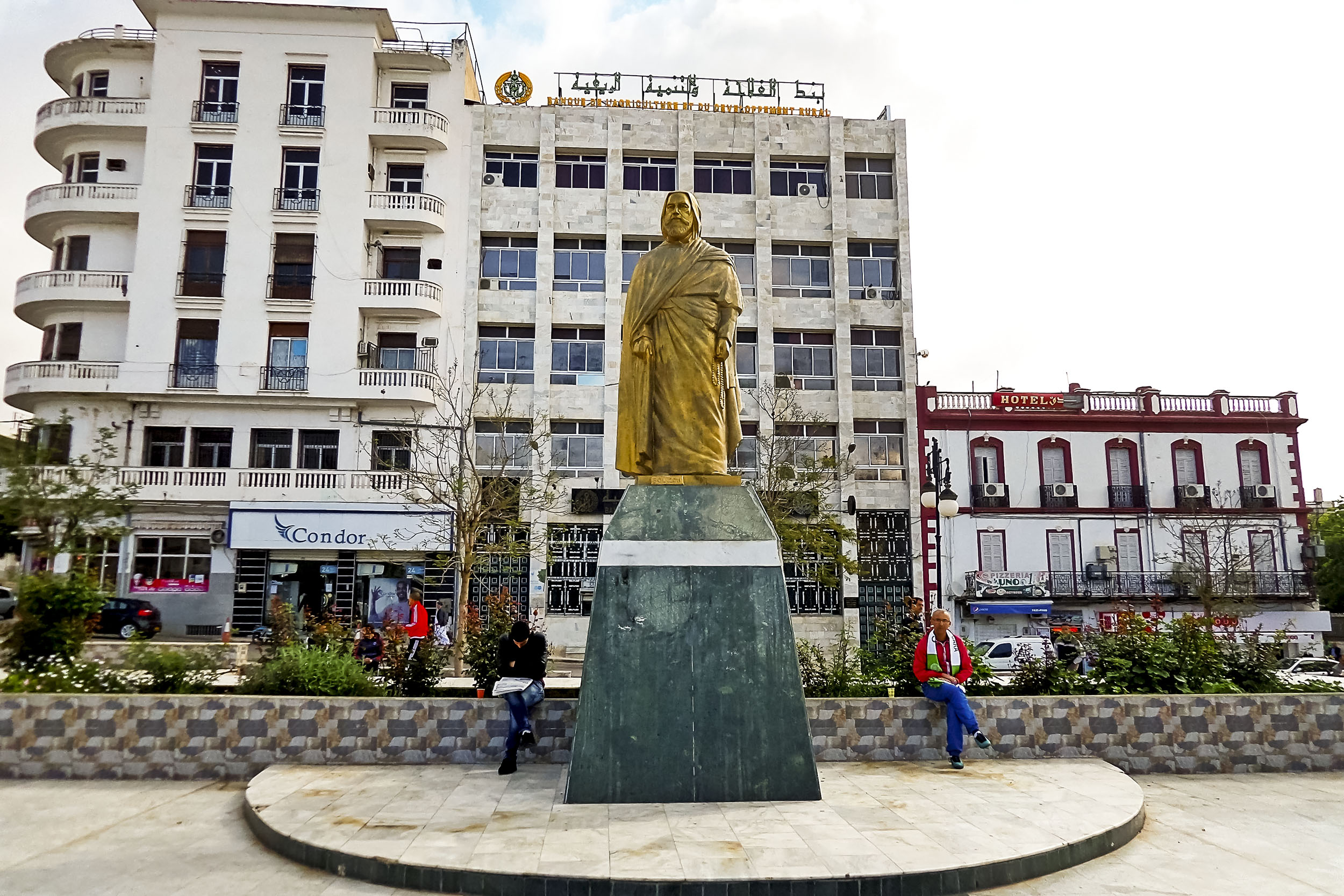
تمثال الأمير عبد القادر
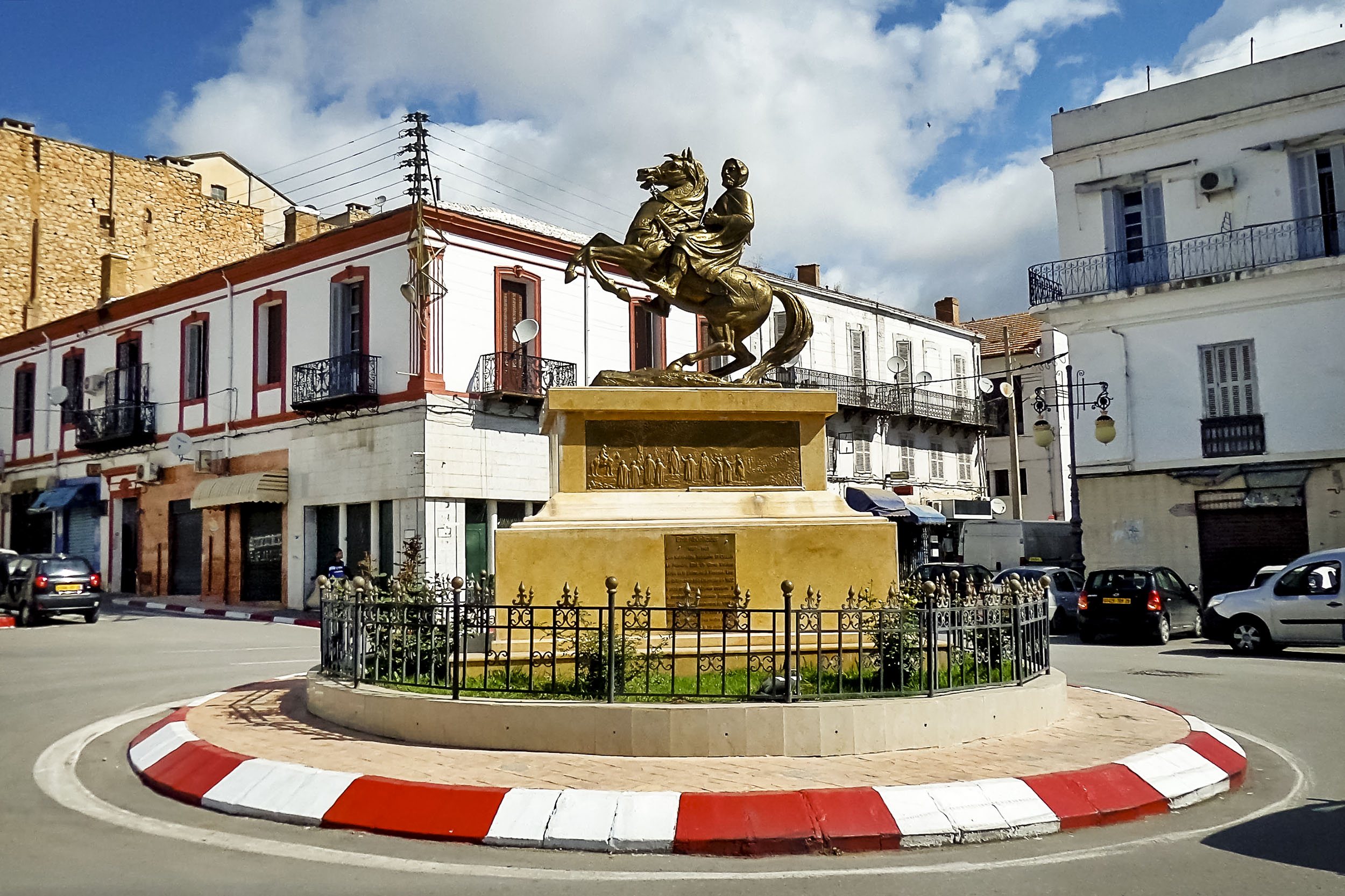
ساحة الشهداء
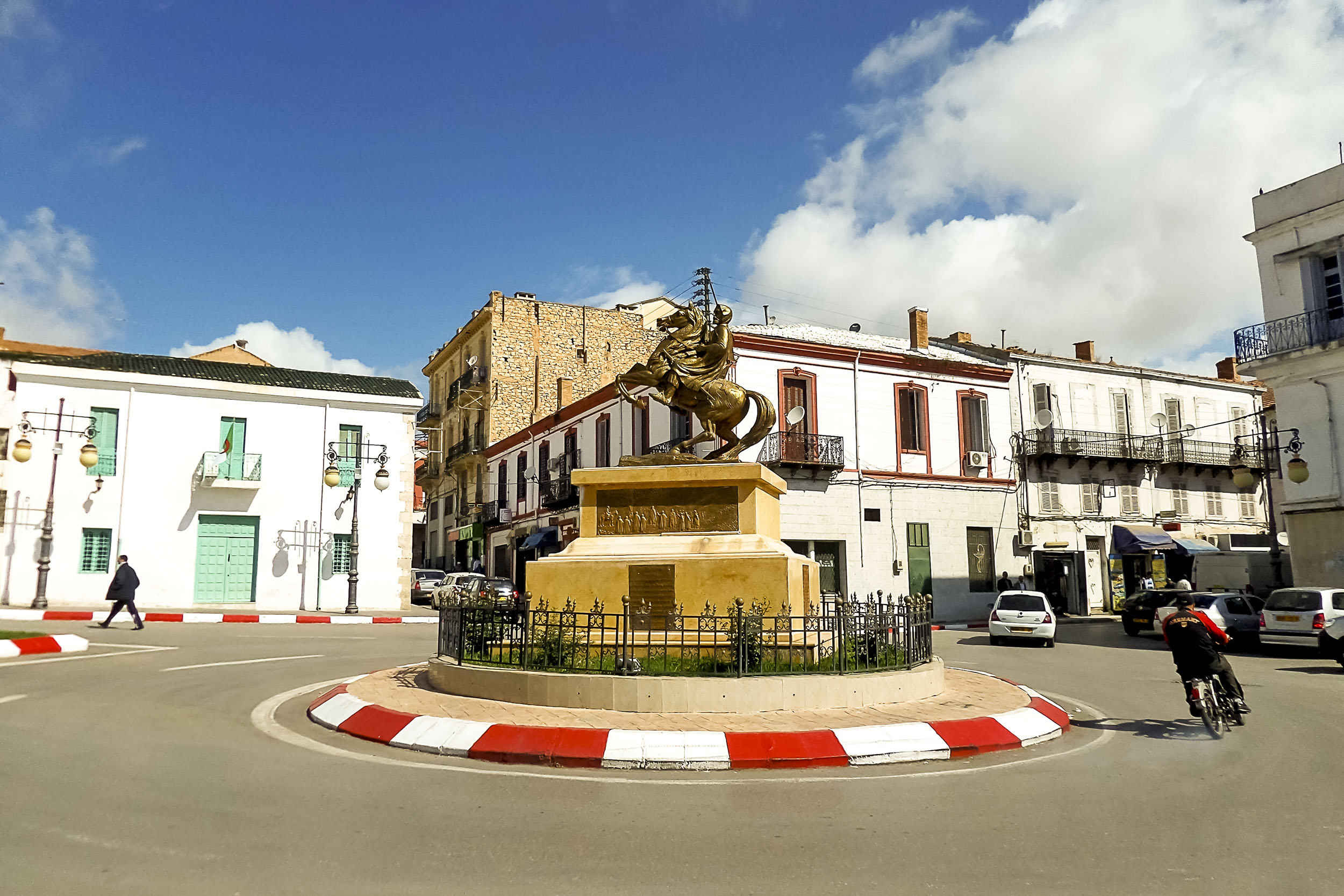
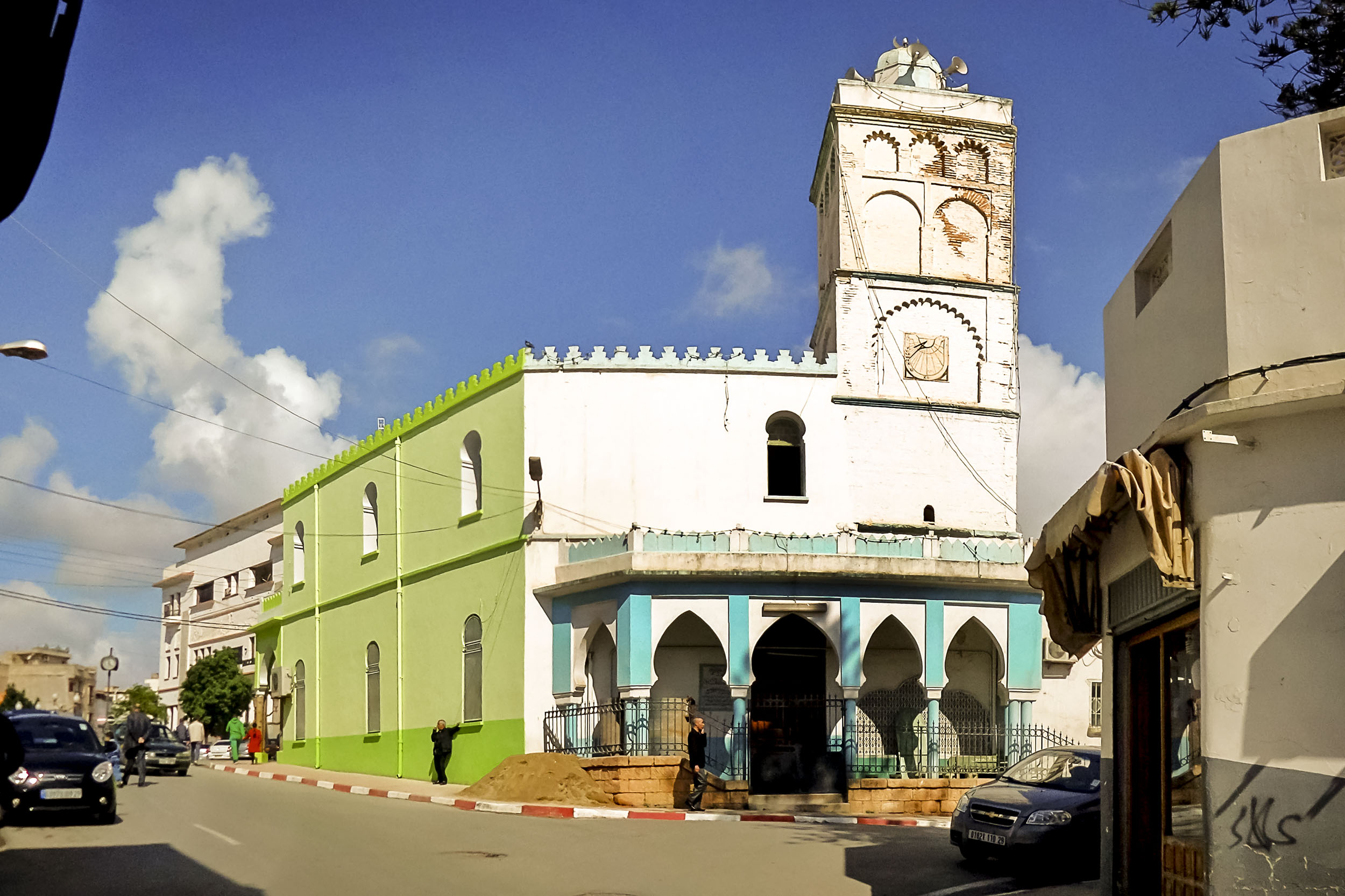
المسجد الكبير مصطفى بن تهامي
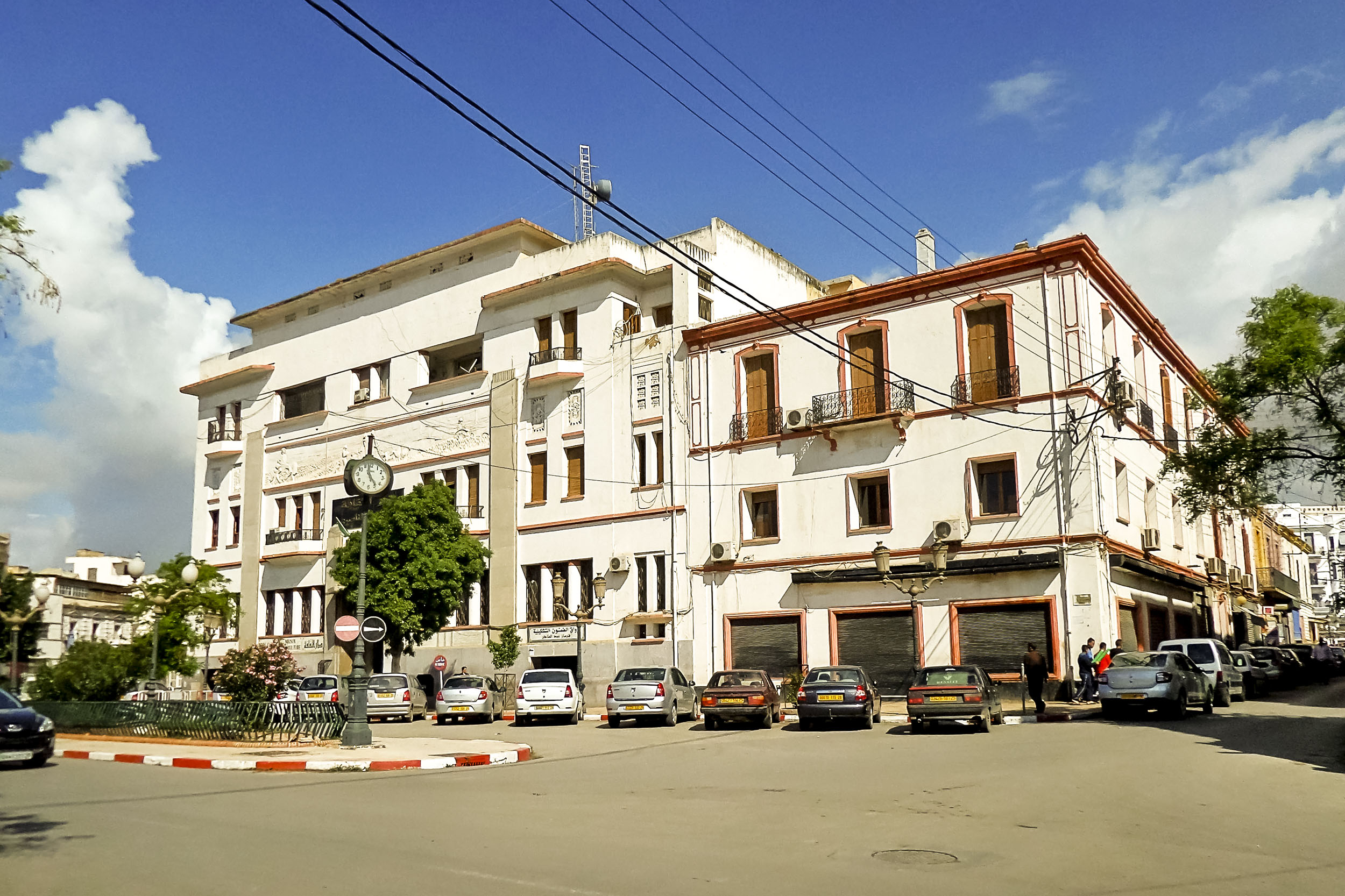
ساحة مصطفى بن تهامي
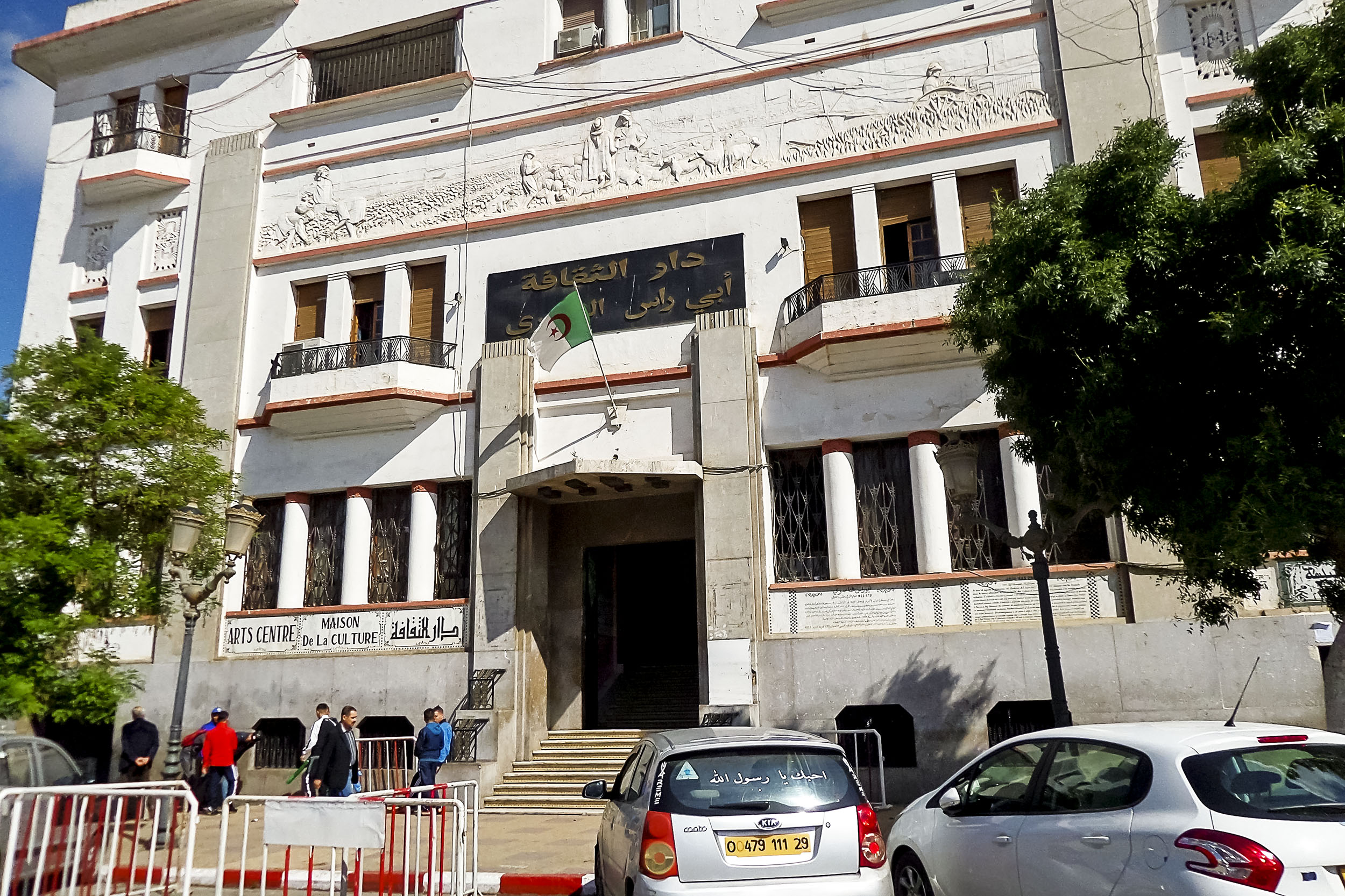
دار الثقافة أبي رأس الناصري
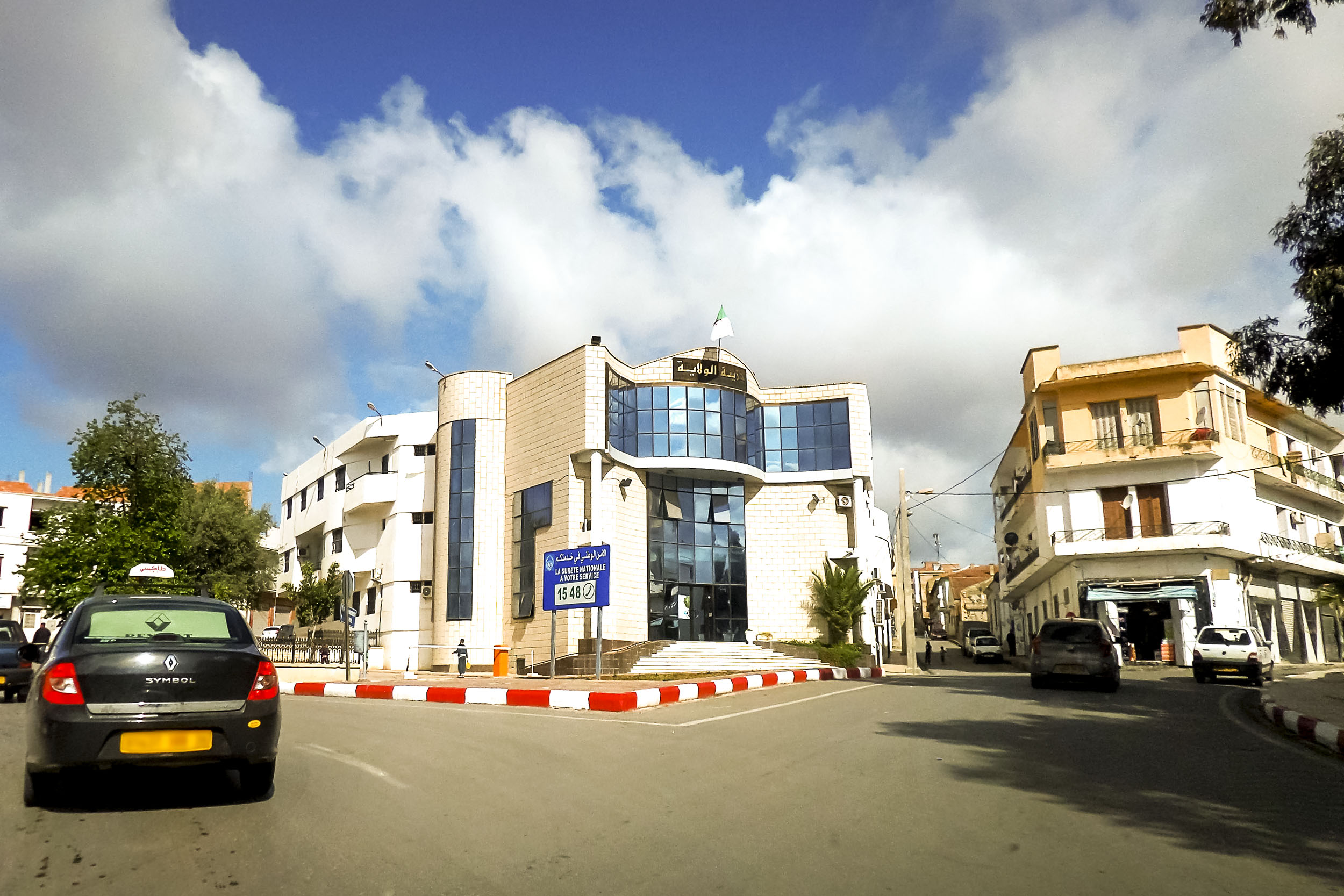
خزينة الولاية
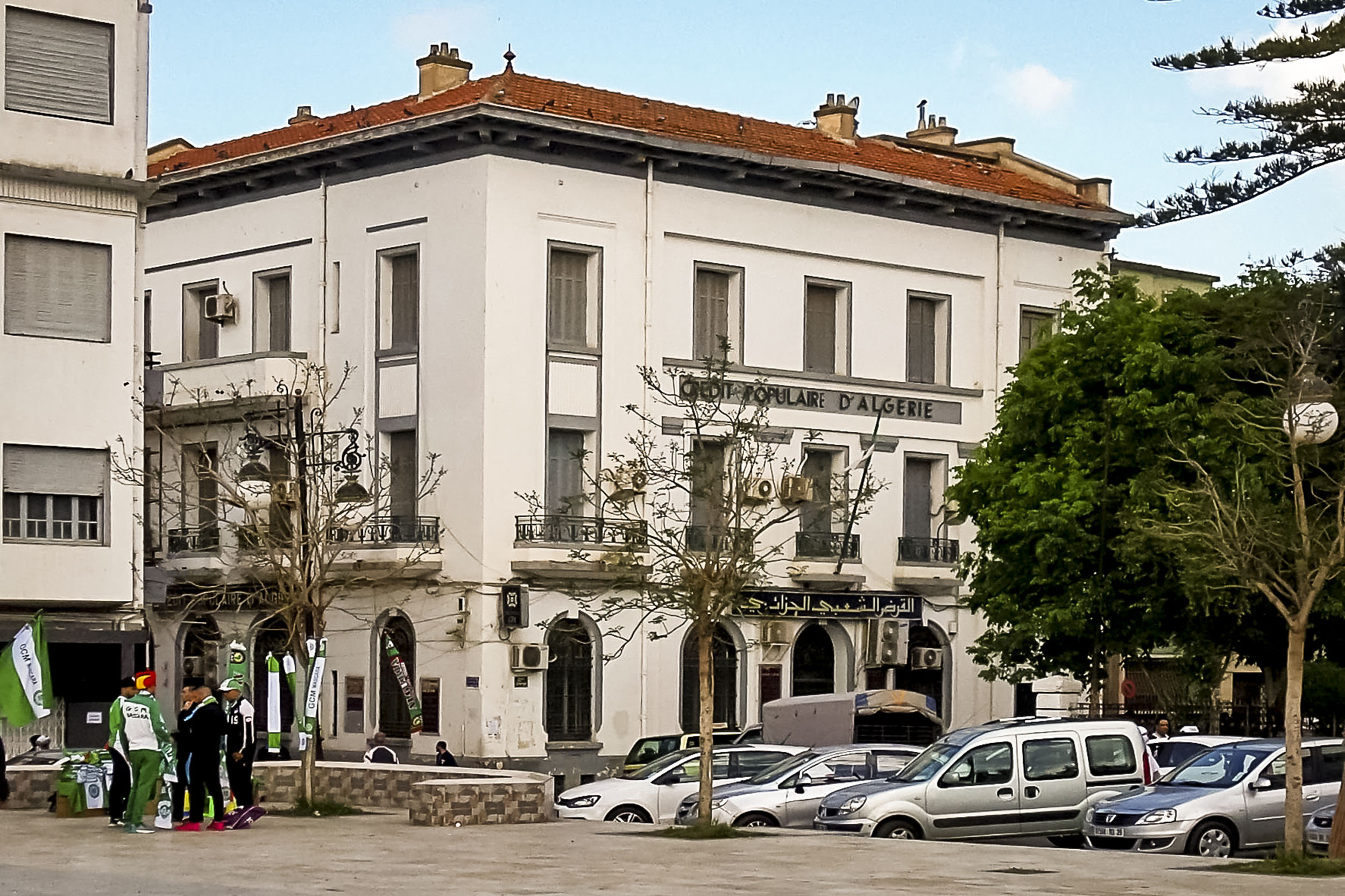
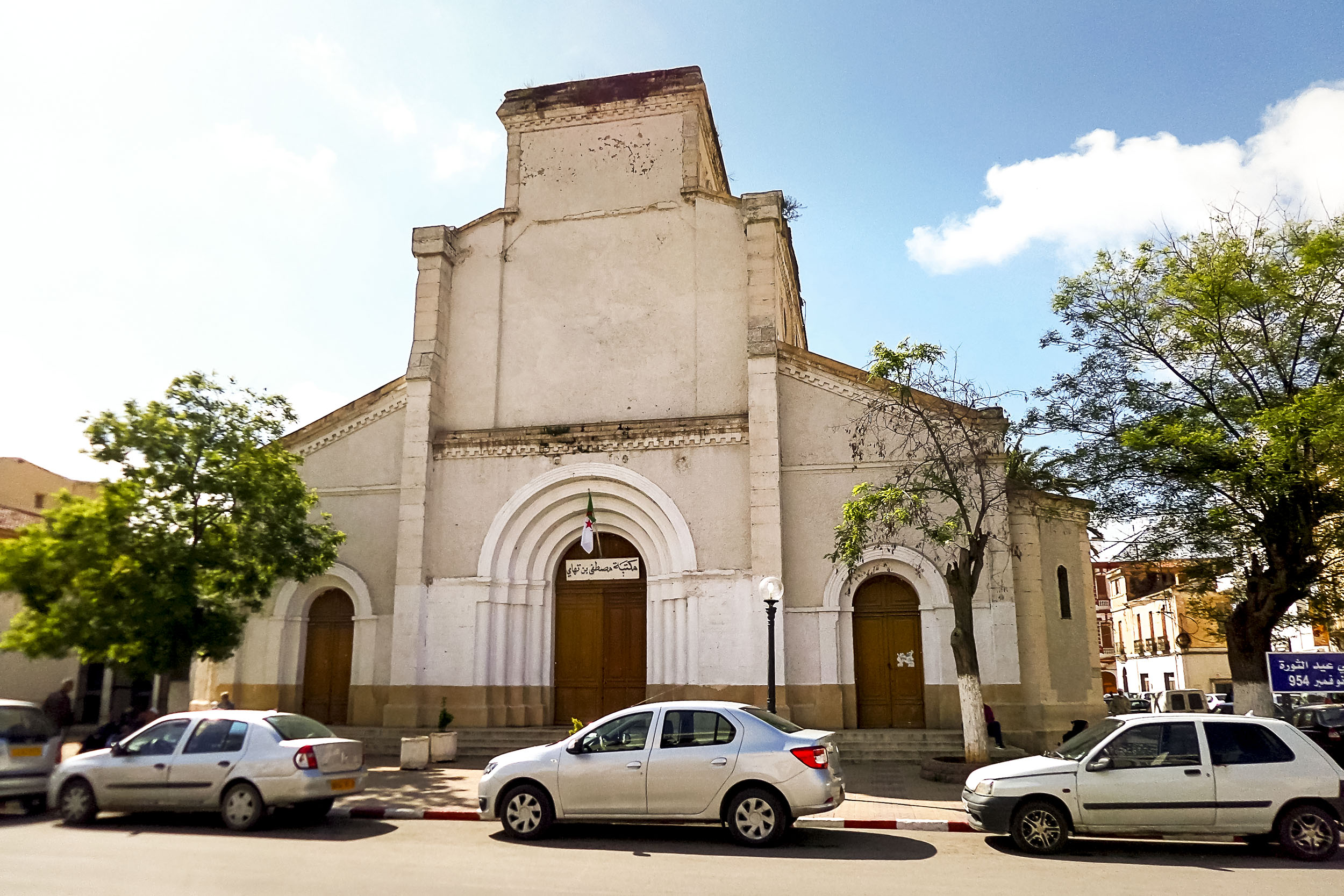
مكتبة مصطفى بن تهامي

## أعلام
- عبد القادر الجزائري
- لخضر بلومي
- محمد حنكوش
- فرد فورست
- ماحي خنان

## وصلات خارجية
- الموقع الرسمي لولاية معسكر
- البث الحي للإذاعة ولاية معسكر
- الموقع الرسمي لجامعة معسكر
- موقع مديرية التجارة لولاية معسكر
- البنية التحتية في ولاية معسكر